# Страховой стаж
Страховой стаж — суммарная продолжительность периодов трудовой деятельности застрахованного лица в течение его жизни, за которые уплачивались страховые взносы. Такое определение содержится в Федеральном Законе № 27 — ФЗ «Об индивидуальном (персонифицированном) учете в системе государственного пенсионного страхования» от 1 апреля 1996 г.
Из данного определения страхового стажа можно выделить следующие признаки:
- Во-первых, поскольку в страховой стаж включаются только периоды трудовой деятельности с уплатой взносов, то неработающие лица не могут вносить взносы на обязательное пенсионное страхование.
- Во-вторых, если трудовая деятельность не осуществляется по объективным социально значимым причинам (безработица, болезнь, уход за ребенком с 1,5 до 3-х лет и т. д.), зачет этих периодов в страховой стаж производиться не должен.
- В-третьих, необходимо уточнить понятие трудовой деятельности. Поскольку обязательные пенсионные взносы взимаются с доходов индивидуальных предпринимателей, вознаграждений по гражданско — правовым договорам о выполнении работ или оказании услуг, по авторским договорам, то эту деятельность законодатель, вероятно, отнес к «трудовой», что прямо не согласуется с теорией трудового права.[2]

## История
В результате осуществления пенсионной реформы второй уровень в пенсионной системе займет трудовая (страховая) пенсия, исчисляемая с учетом продолжительности страхования, величины страховых взносов и ряда других факторов.
Реализация реформы началась с принятия 1 апреля 1996 г. Федерального Закона № 27 — ФЗ «Об индивидуальном (персонифицированном) учете в системе государственного пенсионного страхования». Работа по организации персонифицированного учета на территории страны проводилась поэтапно и уже практически завершена.
Федеральным Законом «Об обязательном социальном страховании» от 16. 07. 99 г. № 165 — ФЗ в понятие страхового стажа была внесена корректировка. В соответствие со ст. 3 данного закона страховой стаж определен как «суммарная продолжительность времени уплаты страховых взносов». И так как ссылка на трудовую деятельность отсутствует, возникает противоречие между законами. Предполагается приоритет «нового» закона по отношении к «старому», согласно общей теории права.

## Принципы персонифицированного учета
- Единство и федеральный характер государственного пенсионного страхования в РФ;
- Всеобщность и обязательность уплаты страховых взносов ПФР и учет сведений о застрахованных лицах;
- Доступность для каждого застрахованного лица сведений о нем;
- Использование сведений застрахованных лиц исключительно для целей пенсионного обеспечения;
- Соответствие сведений о суммах страховых взносов, представляемых каждым плательщиком, сведениям о фактически перечисленных этим плательщиком суммах страховых взносов;
- Осуществление учета в процессе всей трудовой деятельности застрахованного лица и использования его для назначения пенсии.[4]

## Лица, имеющие право на страховую пенсию
- Граждане Российской Федерации, застрахованные в соответствии с ФЗ от 15 декабря 2001 года N 167-ФЗ «Об обязательном пенсионном страховании в Российской Федерации», при соблюдении ими условий, предусмотренных настоящим Федеральным законом;
- Нетрудоспособные члены семей указанных выше граждан имеют право на страховую пенсию по случаю потери кормильца (ст. 10 Федерального закона «О страховых пенсиях»);
- Иностранные граждане и лица без гражданства, постоянно проживающие в Российской Федерации, при соблюдении ими условий, предусмотренных настоящим Федеральным законом, имеют право на страховую пенсию наравне с гражданами Российской Федерации, за исключением случаев, установленных федеральным законом или международным договором Российской Федерации.[5]

## Виды страхового стажа
Общий страховой стаж — это периоды работы и (или) иной деятельности, которые выполнялись на территории Российской Федерации лицами, указанными в ч. 1 ст. 4 Федерального закона N 27-ФЗ от 01.04.1996 г. "Об индивидуальном (персонифицированном) учете в системе государственного пенсионного страхования" при условии, что за эти периоды начислялись и уплачивались страховые взносы в Пенсионный фонд Российской Федерации.
Специальный (профессиональный) страховой стаж — это суммарная продолжительность периодов трудовой деятельности на рабочих местах с тяжелыми или вредными условиями труда, в особых природно-климатических или территориях с особым статусом с уплатой страховых взносов.

## Виды деятельности, засчитываемые в страховой стаж
В страховой стаж включаются периоды работы и (или) иной деятельности, которые выполнялись гражданами РФ:
- на территории РФ, при условии, что за эти периоды уплачивались страховые взносы в ПФР;
- за пределами территории РФ, — в случаях, предусмотренных законодательством РФ или международными договорами РФ, либо в случае уплаты страховых взносов в ПФР

В страховой стаж наравне с вышеназванными периодами работы и (или) иной деятельности засчитываются:
- период прохождения военной службы, а также другой приравненной к ней службы;
- период получения пособия по обязательному социальному страхованию в период временной нетрудоспособности;
- период ухода одного из родителей за каждым ребенком до достижения им возраста 1,5 лет, но не более 6 лет в общей сложности;
- период получения пособия по безработице, период участия в оплачиваемых общественных работах и период переезда или переселения по направлению государственной службы занятости в другую местность для трудоустройства;
- период содержания под стражей лиц, необоснованно привлеченных к уголовной ответственности, необоснованно репрессированных и впоследствии реабилитированных, и период отбывания наказания этими лицами в местах лишения свободы и ссылке;
- период ухода, осуществляемого трудоспособным лицом за инвалидом I группы, ребенком-инвалидом или за лицом, достигшим возраста 80 лет;
- период проживания супругов военнослужащих, проходящих военную службу по контракту, вместе с супругами в местностях, где они не могли трудиться в связи с отсутствием возможности трудоустройства, но не более 5 лет в общей сложности;
- период проживания за границей супругов работников, направленных в дипломатические представительства и консульские учреждения Российской Федерации (и приравненные к ним), но не более 5 лет в общей сложности;
- период, засчитываемый в страховой стаж в соответствии с ФЗ от 12 августа 1995 года N 144-ФЗ «Об оперативно-розыскной деятельности».

Данные периоды засчитываются в страховой стаж в том случае, если им предшествовали и (или) за ними следовали периоды работы и (или) иной деятельности (независимо от их продолжительности), указанные в ст. 11 ФЗ от 28.12.2013 N 400-ФЗ «О страховых пенсиях».
Исчисление страхового стажа производится в календарном порядке. В случае совпадения по времени периодов, предусмотренных ст. 11 и 12 ФЗ «О страховых пенсиях», при исчислении страхового стажа учитывается один из таких периодов по выбору лица, обратившегося за установлением страховой пенсии.
В страховой стаж не включаются периоды, учтенные при установлении пенсии в соответствии с законодательством иностранного государства.
Другие особенности исчисления страхового стажа отдельных категорий работников установлены ст. 13 ФЗ от 28.12.2013 N 400-ФЗ «О страховых пенсиях».